# Prieteni fără grai
Prieteni fără grai (în engleză Silent Friends sau, în altă versiune, Babysitters) este un film româno-canadian din 1969 regizat de Paul Fritz-Németh și Gheorghe Turcu. Rolurile principale au fost interpretate de actorii Anthony Kramreither, Dorin Dron și Draga Olteanu.

## Distribuție
- Anthony Kramreither — Carlo, fost pușcăriaș, prietenul lui Alex (menționat Tony Kramreither)
- Dorin Dron — Alex, fost pușcăriaș
- Draga Olteanu — Ana, soția polițistului
- Gheorghe Gîmă — Simon, polițistul rural
- Elena Sereda — Maria, soția lui Alex, sora lui Vincent
- Charles Eisenmann — șeful polițistului
- Ernest Maftei — drumețul care a prins rața
- George Mihăiță — un alt drumeț
- Dumitru Mircea
- Melania Cîrjă — Clara, asistentă medicală, iubita lui Vincent
- Ioana Casetti — asistenta medicală blondă
- Ecaterina Iconomu
- Traian Petruț — căruțașul, vecinul polițistului
- Mihai Vasile Boghiță — Vincent, fratele Mariei
- Bogdan Untaru — Johnny, fiul lui Vincent
- Florica Crețu — Dana, fiica lui Vincent, sora mai mică a lui Johnny
- Zorro și London — cei doi câini

## Primire
Filmul a fost vizionat de 2.374.405 de spectatori în cinematografele din România, după cum atestă o situație a numărului de spectatori înregistrat de filmele românești de la data premierei și până la data de 31 decembrie 2014 alcătuită de Centrul Național al Cinematografiei.